# Línea 2 (Interurbanos Lérida)
La línea 2 de la red de autobuses interurbanos de Lérida une la estación ferroviaria Lérida-Pirineos y el barrio de Cappont con todo el Paseo de Ronda y el Hospital Universitario Arnau de Vilanova.

## Características
Es una línea circular con un recorrido total que dura unos 28 minutos en dar una vuelta entera.

### Horarios/frecuencias[1]
| Lunes a viernes laborables     |             |
| de 6:55 a 22:15                | cada 15 min |
| Laborables de agosto y sábados |             |
| 7:00, 7:45, 8:30, 9:10         |             |
| de 9:30 a 21:30                | cada 20 min |
| 22:10                          |             |
| Domingos y festivos            |             |
| 7:00, 7:45, 8:30, 9:10         |             |
| de 9:30 a 21:30                | cada 20 min |
| 22:10                          |             |

| Lunes a viernes laborables (de septiembre a junio) | Lunes a viernes laborables (de septiembre a junio) | 8:15, 8:30, 8:45, 14:45, 15:00, 15:15 |

## Recorrido
Inicia su recorrido en (Est. d´Autobusos - Av. Madrid) enlazando con 1 2 3 5 6 7 8 9 10 11 20 Bus Turístico pasando por (Ronda - Unió), (Plaça Pagessos), (Ronda - Pius XII) y (Ronda - Segrià) con una duración aproximada de 9 minutos.
Continua por (Mercat Fleming), y se encamina hacia el Hospital Universitario Arnau de Vilanova por (Hospital Santa Maria), (Onze de Setembre) y (Arnau de Vilanova 1), allí cambia de sentido repitiendo el trayecto por (Arnau de Vilanova 2), (Onze de Setembre 2) y (Hospital Santa Maria 2). De nuevo en el Gran Paseo de Ronda, hace las paradas (Ronda-Enric Granados), (Humbert Torres), (Ronda-Plaça d´Europa), (Pl. Europa - Príncep de Viana) (Príncep de Viana - Plaça del Treball), (Príncep de Viana - Prat de la Riba) y (Estació de Renfe - Príncep de Viana) 1 2 3 8 11 20.
Sigue por (Audiència), (Pont Vell-Francesc Macià) y entra entonces en el barrio de Cappont, haciendo las paradas (Camps Elisis), (Dra. Castells-Garrigues), (CAP Cappont), (Dra. Castells-Estudi General) y (Pont Universitat). Finalmente, regresa a (Est. d'Autobusos - Av. de Madrid)

## Reformas
Esta línea procede de la antigua L2 que en abril de 2013 fue modificada para que pasara por el barrio de Cappont en vez de la ruta que hacía hasta entonces (que pasaba por la Av. de Madrid y Av. de Blondel). En septiembre de 2014 la antigua L2 fue reintroducida, pasando a ser la línea 20, y la se reformó la otra línea para que llegara hasta los hospitales de Santa Maria y Arnau de Vilanova.